# Мухаммад I ібн Лубб
Мухаммад I ібн Лубб ібн Муса (араб. محمد بن لّب بن موسى‎,‎; д/н —8 жовтня 898) — державний і військовий діяч Кордовського емірату, валі (намісник) Толедо у 875—882 і 897—898 роках, Сарагоси в 882—885 роках, Тудели у 882—897 роках, й Леріди в 889 році.

## Життєпис
Походив з муваладського роду Бану Касі. Онук Муси II. Син Лубба I ібн Муси, валі Толедо і Тудели, та Аджуби аль-Балатуйї. Замолоду долучився до державних справ, допомагаючи батькові.
У 875 році після смерті Лубба I отримав посаду валі Толедо. Втім його стрийко Ісмаїл передав Тудели своєму братові Фортуну. У відповідь Мухаммад перейшов на бік кордовського еміра Мухаммеда I, від імені якого почав війну проти Ісмаїла та Фортуна (потім сина того Ісмаїла ібн Фортуна). У 882 році переміг обох у битві біля Калахраті: Ісмаїла полонив та відправив до Кордови, а Ісмаїл ібн Фортун загинув. Після цього Мухаммад ібн Лубб стає валі Сарагоси і Тудели. Втім напевне не зміг зберегти посаду валі Толедо.
Невдовзі стикнувся з протистоянням впливового берберського роду Туджибидів, що підтримував емірів Кордови. У 885 році за посередництва Раймона I, графа Рібагорси і Пальярсу, домовився про передачу Сарагоси сину еміра аль-Мунзіру, що невдовзі постаив валі Ахмада ібн аль-Барру. Втім йомовірно передача відбулася через декілька років.
У 888 році підтримав Абдаллаха у боротьбі за трон емірату. 889 року призначений валі Леріди, але невдовзі відмовився від нього на користь сина Лубба. Здійснив низку успішних походів проти графства Алава.
У 897 році став знову валі Толедо, де фактично був незалежним з огляду на загальне ослаблення влади еміра. 898 року спробував захопити Сарагосу, але був тяжко поранений під стінами та помер.

## Родина
- Лубб (д/н—907), валі Тудели і Леріди
- муса
- Юсуф
- Абдаллах
- Мутарріф